# Çankırı (province)
La province de Çankırı est une des 81 provinces (en turc : il, au singulier, et iller au pluriel) de la Turquie.
Sa préfecture (en turc : valiliği) se trouve dans la ville éponyme de Çankırı.

## Géographie
Sa superficie est de 8 411 km2.

## Population
Au recensement de 2000, la province était peuplée d'environ 270 355 habitants, soit une densité de population d'environ 32,14 hab./km2.
| 2000    | 2001    | 2002    | 2003    | 2004    | 2005    | 2006    | 2007    | 2008    |
| ------- | ------- | ------- | ------- | ------- | ------- | ------- | ------- | ------- |
| 169 044 | 169 955 | 170 637 | 171 252 | 171 924 | 172 635 | 173 358 | 174 012 | 176 093 |

| 2009    | 2010    | 2011    | 2012    | 2013    | 2014    | 2015    | 2016    | 2017    |
| ------- | ------- | ------- | ------- | ------- | ------- | ------- | ------- | ------- |
| 185 019 | 179 067 | 177 211 | 184 406 | 190 909 | 183 550 | 180 945 | 183 880 | 186 074 |

| 2018    | 2019    | 2020    | 2021    | 2022    | 2023    | - | - | - |
| ------- | ------- | ------- | ------- | ------- | ------- | - | - | - |
| 216 362 | 195 789 | 192 428 | 196 515 | 195 766 | 205 501 | - | - | - |

## Administration
La province est administrée par un préfet (en turc : vali)

## Subdivisions
La province est divisée en 12 districts (en turc : ilçe, au singulier).